# Bachant
Bachant és un municipi francès, situat a la regió dels Alts de França, al departament del Nord. L'any 2006 tenia 2.400 habitants. Es troba als marges del Sambre, pròxim a Aulnoye-Aymeries i uns 14 km al sud de Maubeuge.

## Demografia
| 1962                                       | 1968  | 1975  | 1982  | 1990  | 1999  |
| ------------------------------------------ | ----- | ----- | ----- | ----- | ----- |
| 2.568                                      | 2.750 | 2.692 | 2.534 | 2.498 | 2.368 |
| Des de 1962: població sense dobles comptes |       |       |       |       |       |

## Administració
| Període | Identitat       | Partit |
| ------- | --------------- | ------ |
| 1971-   | Jean Gandibleux | PCF    |